# Erebia subtusbasimacula
Erebia subtusbasimacula är en fjärilsart som beskrevs av Müller 1928. Erebia subtusbasimacula ingår i släktet Erebia, och familjen praktfjärilar. Inga underarter finns listade i Catalogue of Life.